# カーボナタイト
カーボナタイト（英: carbonatite）は、方解石または苦灰石を主成分とする火成岩。石灰岩や苦灰岩とは起源が全く異なり、火成炭酸塩岩（かせいたんさんえんがん）ともいう。マントル由来・成分未溶融・結晶分別等の成因が上げられ未解明である。岩脈や岩床など貫入岩として見られることが多く、世界中の330ヵ所で、とくに古い年代で知られる。キンバレー岩との関連も指摘される。
唯一、タンザニアのオルドイニョ・レンガイがカーボナタイトを噴出した活火山である。